# Mala Noche
Mala Noche ist ein US-amerikanisches Filmdrama aus dem Jahr 1985. Das Spielfilmdebüt des Regisseurs Gus Van Sant handelt von der unerwiderten Liebe eines US-Amerikaners zu einem jungen Mexikaner.

## Handlung
Walt, Verkäufer in einem Tante-Emma-Laden, hat sich in einen jungen Mexikaner verliebt: Johnny, so nennen ihn in Oregon alle, scheint sich aber nichts daraus zu machen. Viel wichtiger ist ihm, wie er mit seinen Freunden Pepper und den anderen über die Runden kommt. Denn er ist illegal in den USA – das Geld reicht gerade mal für das karge Zimmer in einer Jugendherberge.
Walt bemüht sich offen um die Sympathie des Teenagers. Gleichzeitig weiß er aber von dessen Hunger und Leid, sodass er versucht Johnnys Interesse durch eine Einladung zum Essen zu gewinnen. Gemeinsam mit seiner guten Freundin Betty lädt er die drei Mexikaner zum Abendessen ein. Sie verbringen einen netten Abend. Doch als Walt die Jungs im strömenden Regen zur Jugendherberge fährt, wird er aufdringlich und bietet 15 Dollar für eine gemeinsame Nacht mit seinem Angebeteten. Der sagt ab. Doch Pepper will sich das Geld nicht entgehen lassen und verbringt die Nacht mit Walt.
Es gibt Tage, an denen Walt Johnny kaum sieht, andere, an denen der Junge ständig vor seinem Laden herumhängt. Eines Tages ist er verschwunden. Walt kümmert sich von nun an um Pepper, den er, nicht ohne eine Gegenleistung zu verlangen, bei sich wohnen lässt. Als Johnny nicht wieder zurückkehrt, wird Walt immer unruhiger. Zudem wird Pepper ernsthaft krank, kann aber mit Walts Hilfe genesen. Zu einem Unglück kommt es bei einer Polizeirazzia: Pepper wird erschossen.
Als Johnny endlich zurückkehrt, will er an den Tod seines Freundes nicht glauben. Er beschimpft Walt als „Schwuchtel“ und „Nutte“ und verschwindet wieder.